# Condensador variable
Un condensador variable és un condensador la capacitat del qual pot ser modificada intencionalment de forma mecànica o electrònica. Són condensadors proveïts d'un mecanisme tal que, o bé tenen una capacitat ajustable entre diversos valors a escollir, o bé tenen una capacitat variable dins de grans límits. Els primers es diuen trimmers i els segons condensadors de sincronització, i són molt utilitzats en receptors de ràdio, TV, etcètera, per igualar la impedància en els sintonitzadors de les antenes i fixar la freqüència de ressonància per sintonitzar la ràdio.

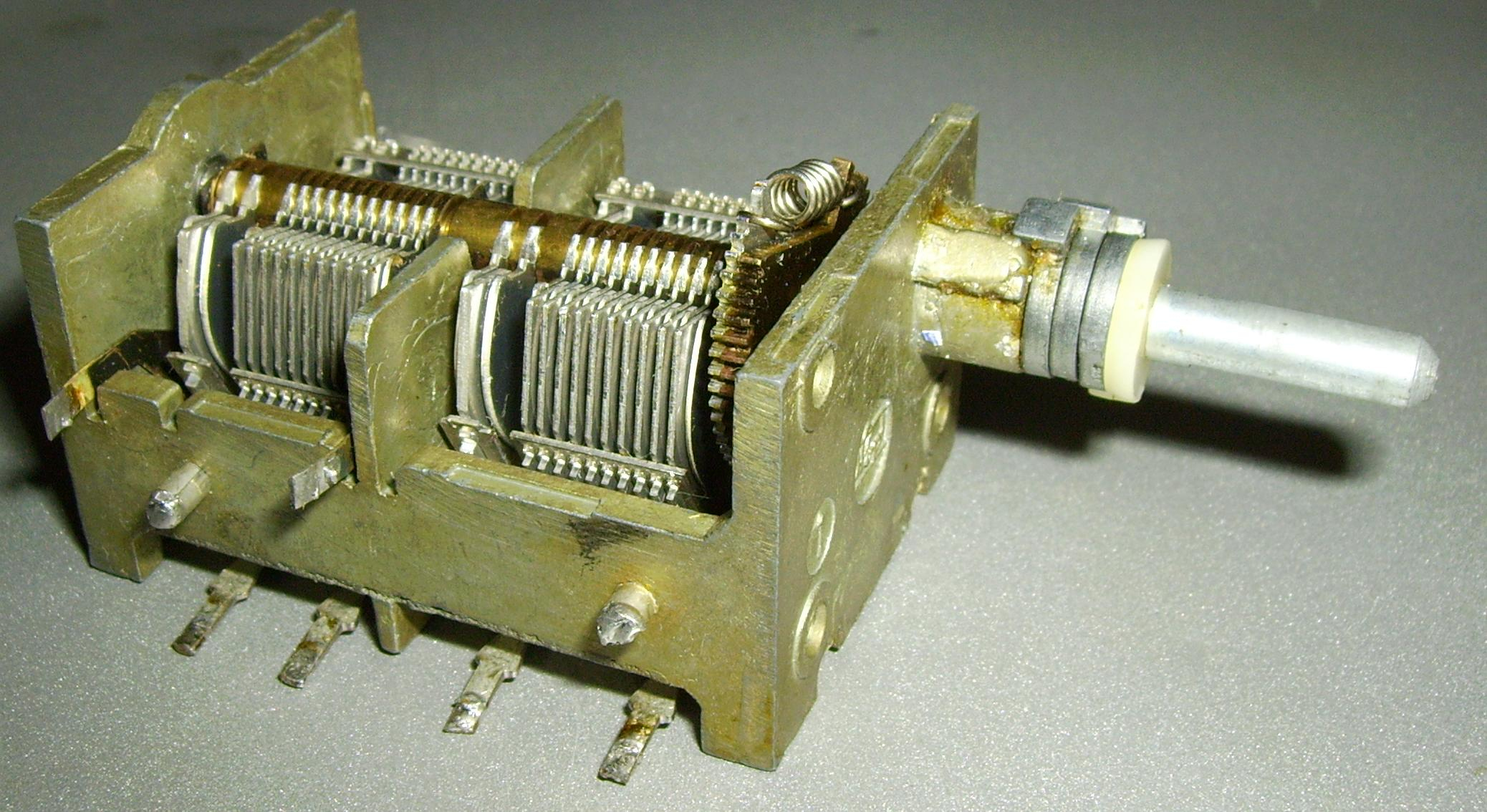
Condensador variable

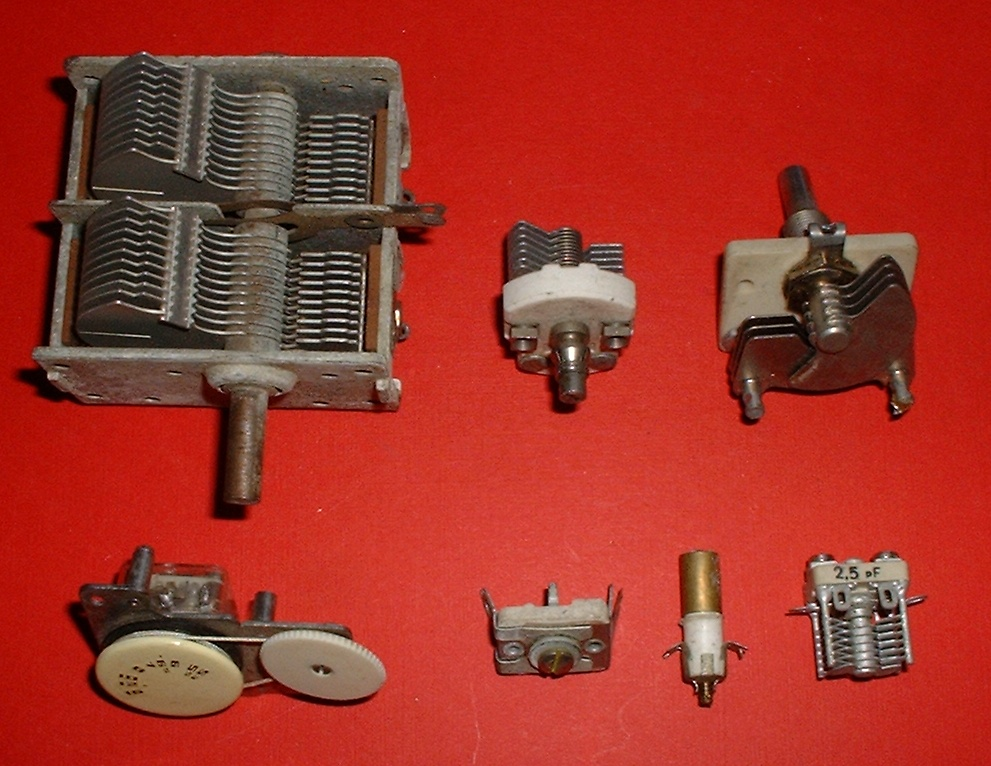
Diversos tipus de condensadors variables

## Variables mecànicament
La distància entre les plaques, o la quantitat d'àrea de la superfície de la làmina que coincideix, pot ser canviada. La forma més comuna disposa un grup de làmines semicirculars de metall en un eix rotatori ("rotor") situant-se en els buits existents en una sèrie de làmines estacionàries (estàtor) perquè l'àrea de superposició pugui canviar girant l'eix. Es poden usar com a material dielèctric làmines de plàstic o d'aire. Depenent de la forma de les plaques rotatòries, es poden crear diverses funcions de capacitat segons l'angle, per exemple per obtenir una escala de freqüència lineal. Diversos tipus de mecanismes de reducció de marxes es fan servir habitualment per a aconseguir un control de sintonia més fi, per exemple per estendre la variació de capacitat per un angle major, sovint diverses voltes.
Els condensadors més barats es construeixen a partir d'alumini capejat i làmines de plàstic que es premsen conjuntament de forma variable utilitzant un cargol. Aquests anomenats squeezers no poden proporcionar una capacitància estable ni reproduïble. També es fa servir una variant d'aquesta estructura que es podria anomenar "lliscant" i permet canviar l'àrea de superposició entre plaques mitjançant el moviment lineal d'un conjunt de plaques. Això té nombrosos avantatges pràctiques en construccions casolanes o provisionals i es poden trobar en antenes de bucle ressonant o ràdios de vidre.
Els condensadors variables petits accionats per tornavís (per exemple, per establir de manera precisa la freqüència de ressonància en fàbrica i que no es torni a ajustar) s'anomenen condensadors d'ajustament d'aire. A més d'aire i plàstic, aquests condensadors poden construir usant un dielèctric ceràmic.

### Tipus de condensadors Variables mecànicament

#### Seccions Múltiples
Sovint, es fixen les múltiples seccions de l'estator/rotor una darrere l'altra sobre el mateix eix, el que permet que diversos circuits de sintonització es puguin regular usant el mateix control, per exemple un preselector, un filtre d'entrada i el corresponent oscil·lador d'un circuit receptor. Les seccions poden tenir la mateixa o una altra capacitat nominal, per exemple 2 x 330 pF per a un filtre d'AM i un oscil·lador, i 3 x 45 pF per dos filtres i un oscil·lador a la secció FM del mateix receptor. Els condensadors amb múltiples seccions inclouen sovint condensadors d'ajustament d'aire en paral·lel a les seccions variables, usades per regular tots els circuits de sintonització a la mateixa freqüència.

#### Papallona
Un condensador de papallona és un tipus de condensador variable amb dos conjunts independents de plaques d'estator enfrontades, i un rotor en forma de papallona, col·locat de manera que en girar el rotor variïn per igual les capacitats entre el rotor i l'estator.
Els condensadors de papallona s'utilitzen en circuits de sintonització simètrics, per exemple fases d'amplificadors RF de potència en configuració empènyer-llençar o sintonitzadors d'antena simètrics on el rotor necessiti ser "refredat", com al connexió a un RF (però no necessàriament DC) potencial de terra.
Mentre el pic de corrent RF flueix normalment d'un estator a l'altre sense passar pels contactes absorbents, els condensadors en papallona poden suportar corrents RF de gran ressonància, per exemple antenes de quadre de camp magnètic.
En un condensador de papallona, els estators i cada meitat del rotor pot cobrir només un angle màxim de 90 º, ja que ha d'haver una posició sense superposició entre rotor i estator corresponent a la capacitat mínima, per la qual cosa un gir de només 90 º cobreix el rang sencer de capacitats.

#### Estator fraccionat
El condensador variable d'estator fraccionat està estretament relacionat i no té la limitació de l'angle de 90 º, ja que fa servir dos paquets separats d'elèctrodes de rotor disposats axialment un darrere l'altre. En canvi, en un condensador amb diverses seccions, les plaques del rotor d'un condensador d'estator fraccionat es munten en cares oposades de l'eix del rotor.
Un condensador d'estator fraccionat es beneficia d'elèctrodes més grans comparat amb un condensador de papallona, així com d'un angle de rotació de fins a 180 º, mentre que la separació de les plaques del rotor provoca algunes pèrdues, ja que el corrent RF ha de travessar l'eix del rotor en lloc de circular directament a través de cada aspa del rotor.

#### Diferencial
Els condensadors de diferencial variable també tenen dos estators independents, però a diferència del condensador de papallona on les capacitats en les dues cares s'incrementen per igual mentre el rotor gira, en un condensador de diferencial variable la capacitat d'un dels sectors s'incrementarà mentre l'altra disminuirà, mantenint constant la capacitat estator a estator. Per tant, els condensadors de diferencial variable poden usar-se en circuits de capacitat potenciomètrics.

## Electrònicament variables
El gruix de la capa reductora d'un díode semiconductor polaritzat de manera recerca amb el voltatge DC aplicat a través del díode. Qualsevol díode mostra aquest efecte (incloent unions p/n) en transistors), però els dispositius venuts específicament com díodes de capacitància variable (també anomenats varactores) estan dissenyats amb una gran àrea d'unió i un perfil de dopatge específicament dissenyat per maximitzar la capacitància.
El seu ús està limitat a baixes amplituds de senyal per evitar òbvies distorsions mentre que la capacitància es veuria afectada pel canvi en el voltatge del senyal, impedint el seu ús en les fases d'entrada dels receptors de comunicacions RF d'alta qualitat, on afegirien nivells inacceptables d'intermodulació. A freqüències VHF i UHF, per exemple a la ràdio FM o sintonitzadors de televisió, el rang dinàmic està limitat pel soroll en lloc de pels grans requisits de maneig de senyals, i els varactores s'utilitzen comunament en el recorregut del senyal.
Els varactores es fan servir per modular la freqüència en oscil·ladors i per fer oscil·ladors d'alta freqüència controlats per voltatge (VCOs), el component del nucli en sintetitzadors de freqüència PLL que són omnipresents en els equipaments de comunicacions moderns.
En el fons Un oscil·lador de ràdio freqüència, un sistema de control electrònic industrial basa la seva comesa en la inducció de càrregues elèctriques per variar paràmetres establerts

## Transductors
La capacitat dels varactores s'usa a vegades per a convertir un fenomen físic en senyals elèctrics.
- En un micròfon condensador, el diafragma actua com una placa d'un condensador i les vibracions produeixen canvis en la distància entre el diafragma i la placa fixa, canviant el voltatge existent entre les plaques del condensador.
- Alguns tipus de sensors industrials utilitzen un condensador com a element per convertir quantitats físiques, com a pressió, desplaçament o humitat relativa en un senyal elèctric com a objecte de mesura.
- Els sensors capacitatius es poden utilitzar en lloc d'interruptors, per exemple en teclats d'ordinadors o en botons tàctils d'ascensors que no tenen parts mòbils.